# 托沃-迪圣阿加塔
托沃-迪圣阿加塔（義大利語：Tovo di Sant'Agata），是意大利松德里奥省的一个市镇。总面积11平方公里，人口619人，人口密度56.3人/平方公里（2009年）。国家统计（ISTAT）代码为014068。